# Terremoto del Río de la Plata de 1888

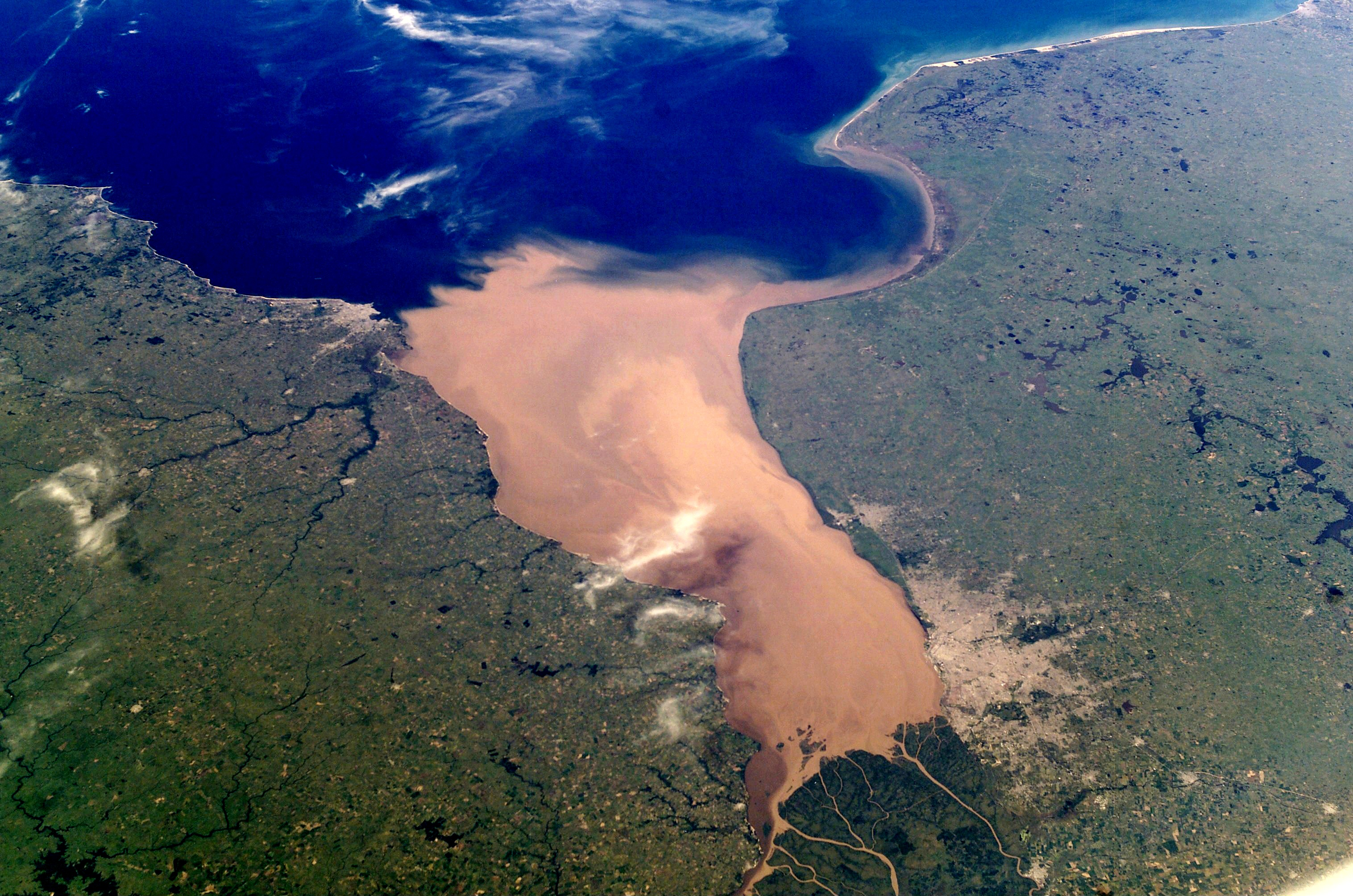
Fotografía satelital del Río de la Plata ―visto desde el noroeste― con las ciudades de Buenos Aires, La Plata y Montevideo.

El terremoto del Río de la Plata de 1888 fue un movimiento telúrico ocurrido el 5 de junio de 1888 a las 00:20 horas ocurrido en el Río de la Plata, con una magnitud de 5,5 en la escala de Richter, afectando a la ciudad uruguaya de Colonia del Sacramento y las provincias argentinas de Buenos Aires (incluyendo la ciudad autónoma homónima), Santa Fe y Entre Ríos.
Afectó a todas las poblaciones de la costa del Río de la Plata, especialmente las ciudades de Buenos Aires y Montevideo. Produjo leves daños y su epicentro se localizó en el centro del río. La intensidad del sismo fue de VI grados Mercalli Modificada.

## Testimonios periodísticos
El diario montevideano La Tribuna Popular del 6 de junio de 1888 describía al terremoto y a sus efectos de la siguiente manera: “El maderamen de las casas crujía fuertemente, las lámparas se bamboleaban, los muebles se movían y los cuadros caían de las paredes. Se rompieron objetos de cristalería y se pudo ver porcelana saltando de los aparadores. Los habitantes han permanecido en vela parte de la noche, azorados a causa de un fortísimo temblor de tierra.”
A su vez, un diario local de Colonia del Sacramento, La Lucha, relataba un hecho puntual: “El vapor Saturno, que venía de la capital vecina (Buenos Aires) navegaba tranquilo por el centro del canal con más de 20 pies de agua cuando de pronto se detuvo como si tocara el fondo. El capitán hizo echar la sonda pero se encontró con que el barco, movido por una fuerza oculta, zarpaba por sí mismo de la varadura y seguía su camino”.
El diario rosarino El Municipio a partir del 6 de junio transcribe telegramas desde Montevideo: "Anoche a las 12:20 sintióse en ésta un fuerte temblor. Durante toda la fría madrugada numerosos grupos vagabundeaban por las calles temiendo se reprodujese el fenómeno. Hubo un primer pulso no tan fuerte, luego un reposo y posteriormente un segundo y ya fuerte pulso que duró 58 segundos". En los posteriores días la crónica manifiesta que el movimiento se sintió en Buenos Aires, con la caída y derrumbe de muros de la obra de la iglesia de la Piedad, así como en La Plata. No se sintió en la provincia de San Luis ni en otras provincias de Cuyo, concluyendo que provendría directamente del mismo subsuelo.

## Antecedentes y previsiones
Es evidente el pánico generalizado que surgió a raíz del sismo en los habitantes de las poblaciones de ambas márgenes del Río de la Plata, dado que no estaban familiarizados con los sismos. Sin embargo, ya se contaba con un antecedente registrado, el sismo del 9 de agosto de 1848, a las 18 horas y 35 minutos, con una duración aproximada de 5 segundos, acompañado de réplicas, la última el 11 de septiembre, con duraciones que oscilaron de entre 2 y 16 segundos, y se presume que su epicentro pudo situarse en la cuenca de Punta del Este.
Pero cabe destacar que no existen en el mundo regiones asísmicas, por lo tanto el fenómeno se podría repetir en el Río de la Plata, y como respaldo se cuentan con dos precedentes: el sismo uruguayo del 26 de junio de 1988 y el del 10 de enero de 1990, el único registrado en el territorio continental uruguayo, sin mencionar las réplicas de los terremotos provocados por las placas tectónicas del Pacífico, que repercuten por lo general en la costa atlántica, incluyendo Buenos Aires y Montevideo.
Se cree que estos sismos son provocados por una región en especial, la cuenca de Punta del Este, que está altamente fallada, por lo que puede haber movimiento de placas tectónicas, produciendo las ondas que dan lugar al temblor.
El 30 de noviembre de 2018, a las 10:27 de la mañana, se produjo un sismo con epicentro a 32 km al sur de la ciudad de Buenos Aires, y a 25 km de profundidad, con magnitud de 3,8 en la escala de Richter.